# Luis de los Reyes
Luís De Los Reyes (12 de noviembre de 1970) es un cantante y compositor venezolano de Raspacanilla (música tropical bailable), merengue y salsa. Reyes, ganó muchos aplausos como cantante y compositor del grupo de raspacanilla la Banda Stereo. El 25 de septiembre del 2006 Reyes inicia su carrera musical y conforma su propio grupo de raspacanilla con el encargado del piano Luís Batista y posteriormente al grupo se une Gustavo Orellana el bajista

## Sus primeros años
Los padres de Reyes se llaman Mercedes Jiménez y Carlos Reyes quien cuando era niño con solo 10 años de edad, lo llevaba a la iglesia La Inmaculada Concepción en la ciudad de Barquisimeto y desde entonces se integró a un grupo de niños pertenecientes al coro de la iglesia. El sacerdote Andrés Montesinos lo recibió con mucho cariño y aprecio y al notar su agradable voz tomó la decisión de que el fuera solista de dicho grupo. A la edad de 15 años las dificultades económicas le obligaron a trabajar en las calles vendiendo periódicos, trabajo cuidando haciendas para subsistir. Los fines de semana se trasladaba a cierto club que quedaban cercanos de su casa donde también cantaba en las fiestas. Su sueño siempre era llegar a ser un gran cantante o pertenecer al teatro.

## Su éxito
Un día Reyes se encontraba en una de las haciendas de las cual cuidaba y recibió una noticia que marco profundamente su vida y era que su padre Carlos Reyes había sufrido un accidente de tránsito que le ocasionó la muerte. Fue tanto el sufrimiento de este joven y aun así en el último adiós de su padre saco el valor y le canto, fue así donde en el entierro se encontraba un señor amigo de la infancia de su padre quien dirigía a un grupo de música bailable no muy exitoso pero si con mucho talento. Después de todo el dolor que sintió Reyes una noche se encontraba descansando en su hogar en compañía de su madre cuando recibe una llamada del señor y es que quedó tan impactado con el talento de este joven que de inmediato empezó a indagar sobre el y les preguntaba a las personas que quien era el muchacho.
Las personas respondían que él era un gran muchacho y muy emprendedor que lo apodaban el echado pa lante y que cantaba para sobrevivir. Le dijo que se trasladara a su casa al día siguiente en donde le expresó que le tenía una propuesta que le cambiaría su vida. Meses después Reyes ya pertenecía al grupo y cantaba éxitos como: Solo para ti, te dejo con él, el aguardiente entre otras canciones pertenecientes a los propios y los originales.
- Datos: Q5984590